# Mil Mi-24
Mil Mi-24 (rusky Миль Ми-24, v kódu NATO „Hind“, česky „Laň“) je velký dvoumotorový bitevní vrtulník a nízkokapacitní transportní vrtulník určený pro přímou podporu pozemních jednotek, včetně ničení tanků a obrněných cílů. Mezi bitevními vrtulníky je unikátní schopností přepravit až 8 osob nebo 1500 kg materiálu v nákladovém prostoru.  Je vyráběn Moskevským vrtulníkovým závodem Mila a do výzbroje sovětského letectva byl zaveden v roce 1972. Vrtulník je ve službě v 58 zemích.
V kruzích NATO jsou exportní verze, Mi-25 a Mi-35, označovány příponami jako „Hind D“ a „Hind E“. Sovětští piloti nazývali Mi-24 „létající tank“ (rusky: летающий танк, latinkou: letajuščij tank), což je označení historicky používané také pro slavný sovětský obrněný bitevní letoun z druhé světové války Il-2 Šturmovik. Další běžné neoficiální přezdívky byly „Galina“ (nebo „Galja“), „Krokodýl“ (rusky: Крокодил, latinkou: Krokodil), díky kamuflážnímu vzoru vrtulníku, a „Sklenice“ (rusky: Стакан, latinkou: Stakan), kvůli plochým skleněným deskám obklopujícím kokpity starších verzí Mi-24.
Základní hlavňovou výzbrojí vrtulníku je otočný, v přídi umístěný čtyřhlavňový rotační kulomet 9A624 ráže 12,7 mm, pozdější verze mají dvojkanón GŠ-23 ráže 23 mm pevně umístěný na boku trupu nebo v pohyblivé zbraňové stanici NPPU-23 pod přídí. Další výzbroj a výstroj může být podvěšena na čtyřech závěsnících pod pomocnými křídly. Na koncích křídla jsou pak lišty pro protitankové řízené střely. Verze D má přídavné nádrže v nákladním prostoru. Vytrvalost vrtulníku se pak zvyšuje na téměř 4 hodiny letu a dolet na více než 800 km. Vrtulník se účastnil mnoha konfliktů po celém světě; asi nejvýznamnějším byla sovětská válka v Afghánistánu.

## Vznik a vývoj
V průběhu 60. let sovětská konstrukční kancelář Mil rozpracovala plány několika vrtulníků pro přímou podporu pozemních vojsk. Typ V-22 nikdy nespatřil světlo světa, druhý experimentální stroj V-24 se podobal americkému UH-1 Huey. V tomto období však ve velení sovětské armády nepanoval jednotný názor na to, zda rozvíjet stejným tempem strategické (nukleární) i konvenční zbraně. Milovi se podařilo přesvědčit tehdejšího náměstka ministra obrany SSSR Andreje Grečka, aby vytvořil komisi, která by přezkoumala potřebu nových bojových vrtulníků. Navzdory rozdílným názorům nakonec komise 6. května 1968 vyhlásila soutěž na výrobu nového dvoumotorového vrtulníku k přímé podpoře pozemních vojsk.

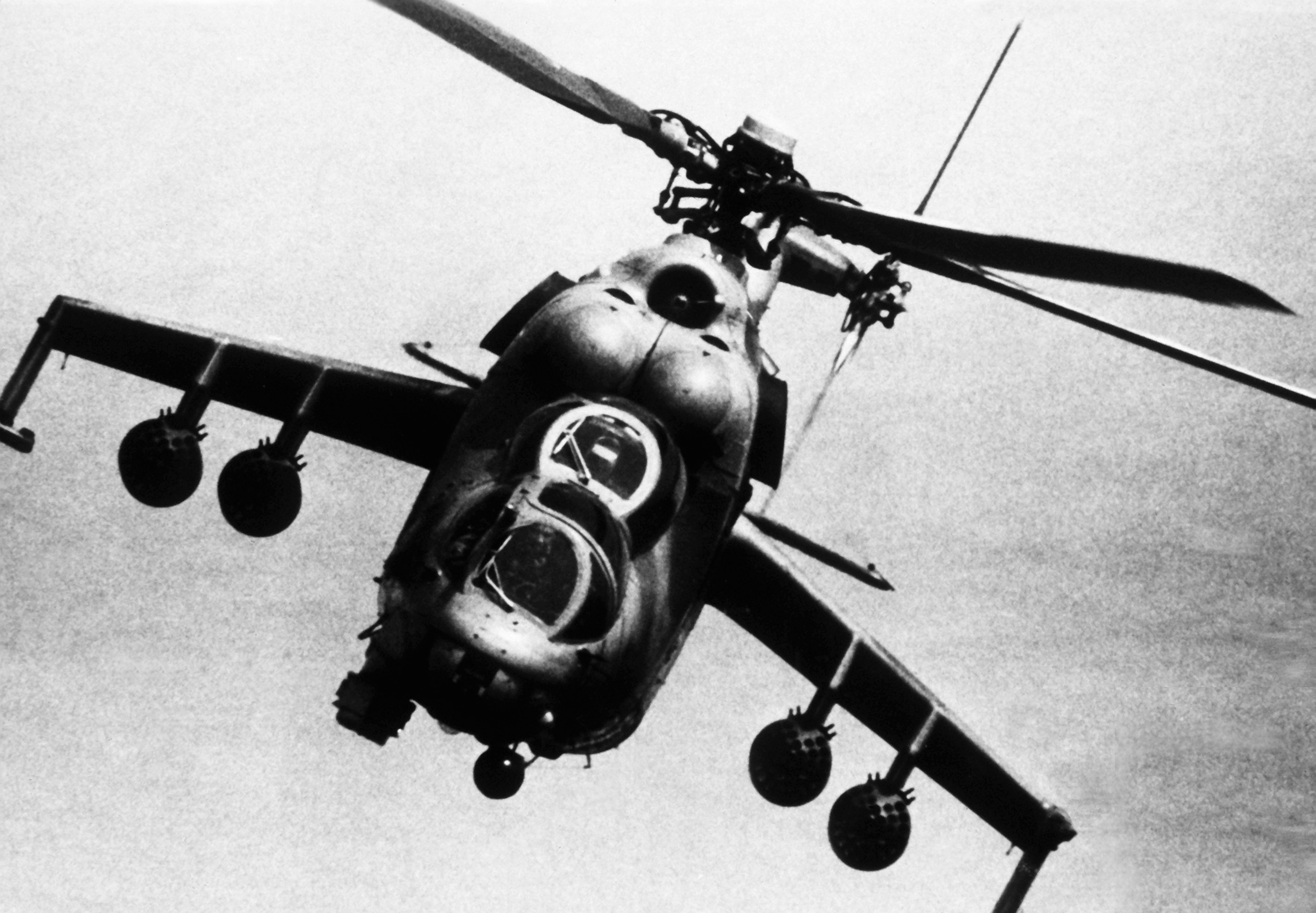
Sovětský Mil Mi-24V

Prototyp V-24 uskutečnil první let 19. září 1969. Po dvou prototypech přišla 10 kusová předsérie označovaná také jako Hind-B. Konstrukce Mi-24 používala zkušeností stávajících Mi-8 a Mi-14, skloubila v sobě robustnost, nosnost i vysokou rychlost. V červnu 1970 začaly armádní zkoušky těchto strojů. V tomto období zemřel ve věku 61 let vedoucí konstrukční kanceláře Michail Mil. První výrobní sérií, která oproti předsériovým kusům prodělala řadu úprav se stala verze Mi-24A (Hind-A). Tato verze ještě měla velkou prosklenou kabinu, v níž byli soustředěni všichni členové posádky.
Další sérií se stala verze Mi-24F která zaznamenala první výraznou změnu od původní konstrukce a to přesunutí ocasního rotoru z pravé na levou stranu. Výcviková verze označená Mi-24U (Hind-C) měla zdvojené řízení. Celkově bylo vyrobeno kolem 240 kusů verze A, F a U.
Na základě zkušeností z provozu se začala vyrábět významná, i když pouze přechodná verze Mi-24D (Hind-D), která zaznamenala další vylepšení konstrukce. Byla přepracována přední část trupu, prostory pilota a operátora zbraňových systémů byly odděleny a měly tandemové uspořádání, přičemž pilot sedí v zadním a operátor v předním sedadle. Třetí člen osádky, palubní technik měl své místo u spojovacího tunelu mezi kabinou pilota a nákladovým prostorem. Mi-24D  začaly sjíždět z výrobních pásů v roce 1973. Stroje verze D pro export byly označovány jako Mi-25. Celkově bylo vyrobeno kolem 350 kusů. Stále se zlepšující konstrukce Mi-24 přinesla další verzi označenou jako Mi-24V (Hind-E). Tato verze vyráběná od března 1976 až do roku 1986 byla výkonnější, disponovala vylepšenými zbraňovými systémy. Celkem bylo vyrobeno asi 1000 kusů této verze. Stroje verze V pro export byly označovány jako Mi-35.
Mezi lety 1986-1989 bylo vyrobeno ještě okolo 620 mírně odlišných Mi-24P (Hind-F) a Mi-24G. Jejich hlavní změnou a vizuální odlišností byla změna v hlavňové výzbroji. Tyto verze nepoužívaly běžné otočné střelecké věže, ale pevné dopředu střílející 30mm kanóny. Jako další varianty byly průzkumné a zaměřovací modely Mi-24R (Hind-G1) a Mi-24K (Hind-G2) a mnoho dalších modernizovaných verzí a příbuzných variant. Objem výroby dosáhl cca 2 000 kusů a Mi-24 slouží nebo sloužily ve 45 státech. Stroje Mi-24 mělo ve výzbroji i vojenské letectvo České republiky.
Dnes se zabývá modernizací stále používaných Mi-24 několik firem.

## Služba

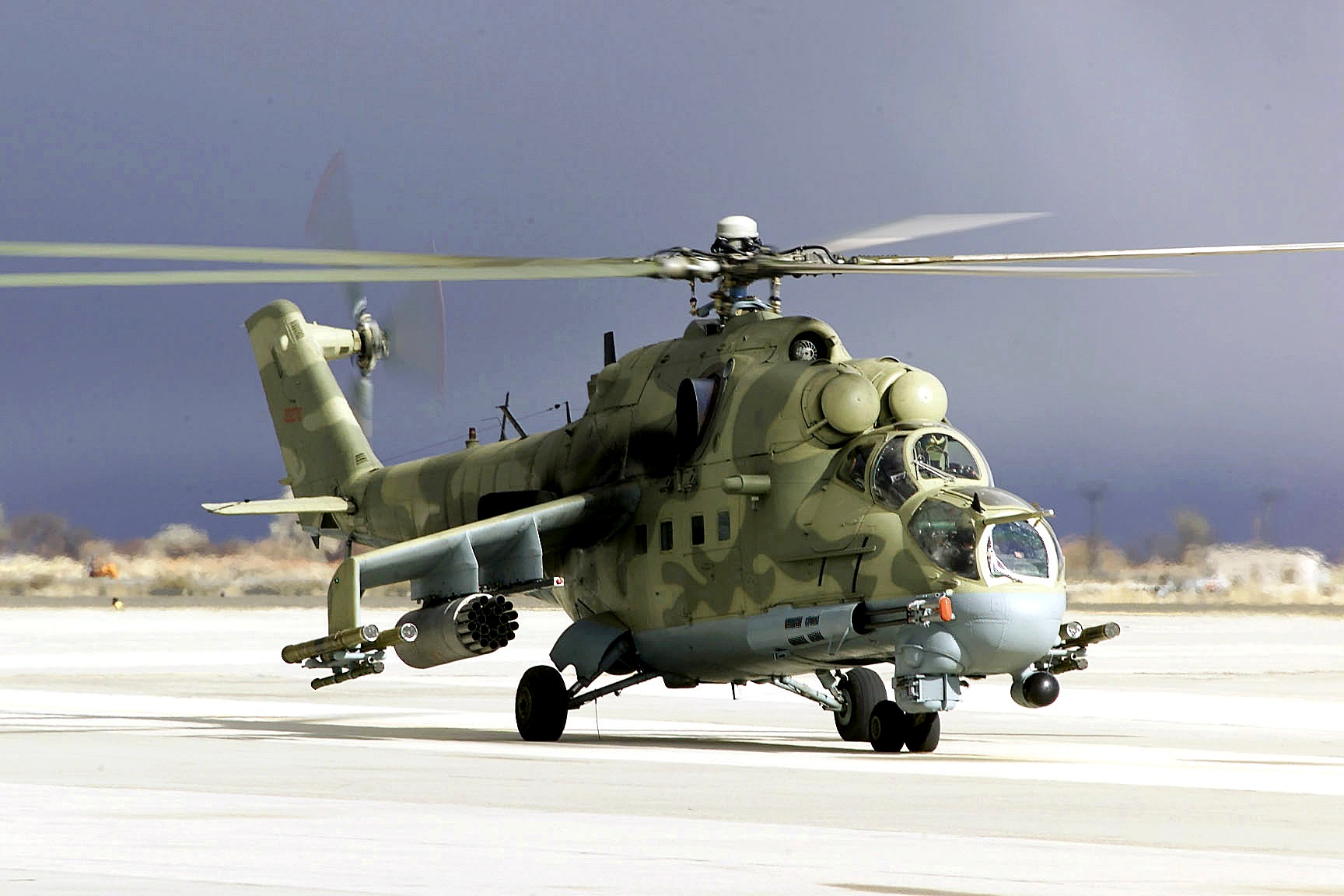
Mi-24 s 30mm kanóny

Světová veřejnost se o existenci tohoto typu dozvěděla v roce 1974, kdy byly v odborné literatuře publikovány jeho první fotografie. Mi-24 se zúčastnily intenzivních bojů o Afghánistán v 80. letech. Afghánské vládě byly proti mudžáhidům stroje dodány v dubnu 1979.. Nasazení sovětských vrtulníků bylo zpočátku pro povstalce velmi nepříjemné. Mi-24 brzy získaly od svého nepřítele přezdívku "satanův koráb". Nadvláda vrtulníků měla za následek, že USA dodaly mudžáhidům protiletadlový komplet FIM-92 Stinger. První Hind byl v boji s mudžáhidy ztracen 30. května 1979. V Afghánistánu byly Mi-24 v důsledku větších nadmořských výšek i několika zkušeností z bojů většinou odlehčovány, často i za cenu sníženého pancéřování. Specializovaly se zejména na boj proti pozemním cílům, přepravu pěchoty obvykle zajišťovaly stroje Mi-8.
Později byly nasazeny ruskou stranou během několika válek v Čečensku. Účastnily se i občanské války v Sierra Leone. Během íránsko-irácké války došlo k několika leteckým soubojům iráckých Mi-25 s íránskými vrtulníky AH-1J International. Iráčtí piloti si obecně stroje Mi-25 pochvalovali, zejména pro jejich vysokou rychlost, dolet, všestrannost a velkou nosnost. Za neuspokojivou považovali zejména neefektivitu zbraňových systémů a malou obratnost.[zdroj⁠?!]

### Česko

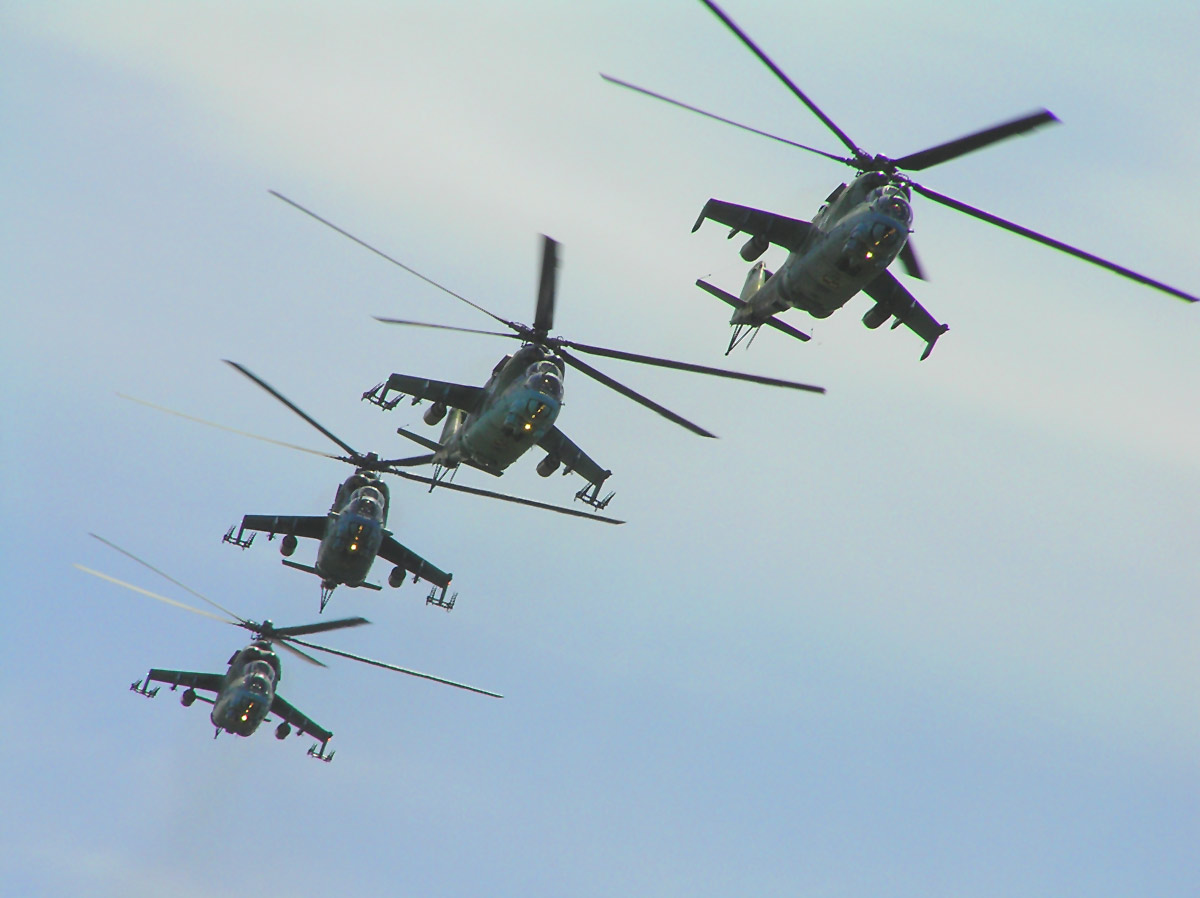
Formace Mi-35

Vrtulník Mi-35 je exportním označením typu Mi-24V. V rámci Vzdušných sil AČR byly v době před ukončením provozu všechny vrtulníky Mi-24V dislokovány na 22. základně letectva v Náměšti nad Oslavou a náležely 221. letce bitevních vrtulníků, která je od roku 2001 členem elitní NATO Tiger Association. České Mi-35 měly při dodání strojů proti klasickému Mi-24V některá vylepšení:
- Motory TV3-117VMA
- Systém ochlazování výstupních plynů z motorů EVU
- Úpravy kabiny a vnějších světel pro použití systému nočního vidění včetně vlastních noktovizorů
- Družicový navigační systém GPS (typ Garmin-155 XL)
- Záložní umělý horizont (typ LUN 1241 české výroby)
- Akumulátory VARTA
- Odpovídač civilního identifikačního systému (IFF), který umožní lety nad územím ČR bez omezení

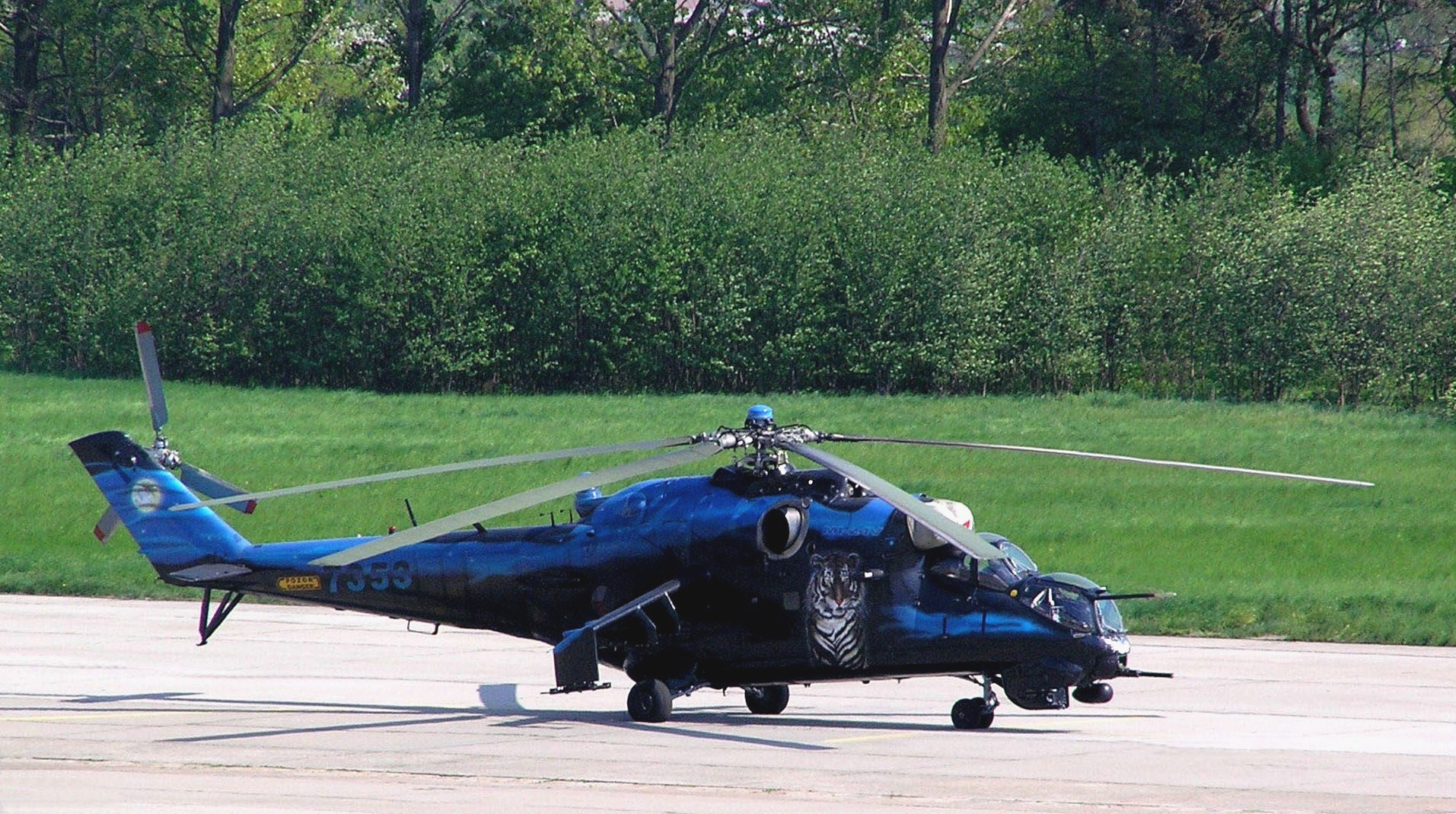
Český Mi-35 v Tygří kamufláži

- Nové prvky signalizace a záznamu letových parametrů
- Výškoměr kalibrovaný ve stopách

Dále Mi-35 prodělaly v AČR modernizaci:
- Druhá radiostanice LUN používaná dříve na MiG-21
- NATO standardní palubní odpovídač
- Kamufláž dle standardů AČR a NATO
- Systém plánování a bojové podpory

Oficiální rozloučení s vrtulníky Mi-35 ve službách AČR se uskutečnilo v prosinci 2023, kdy bylo ve službě posledních pět strojů.
V letech 2022–2024 bylo osm vrtulníků Mi-35 předáno Ukrajině.

## Varianty

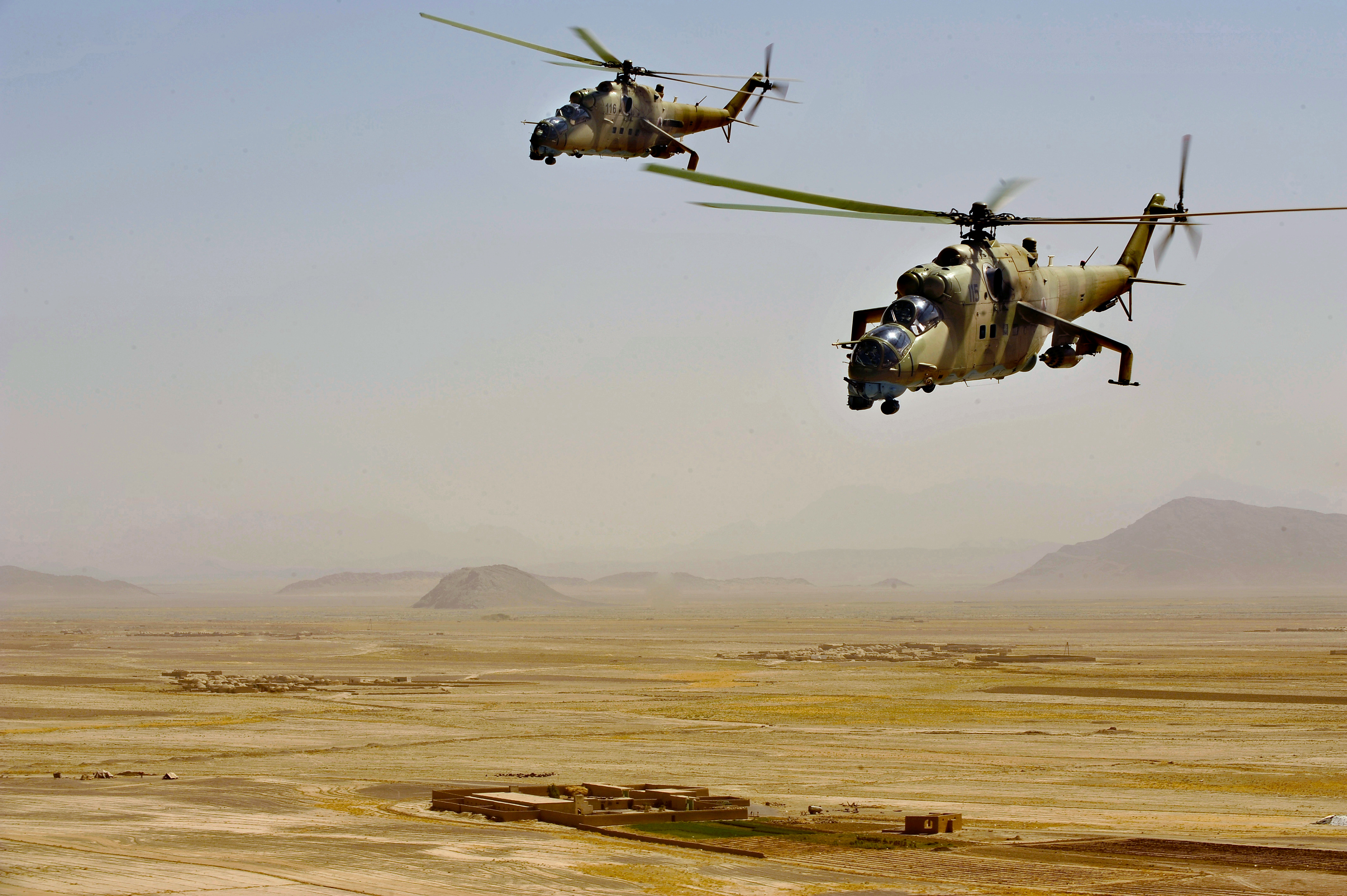
Afghánské Mi-24

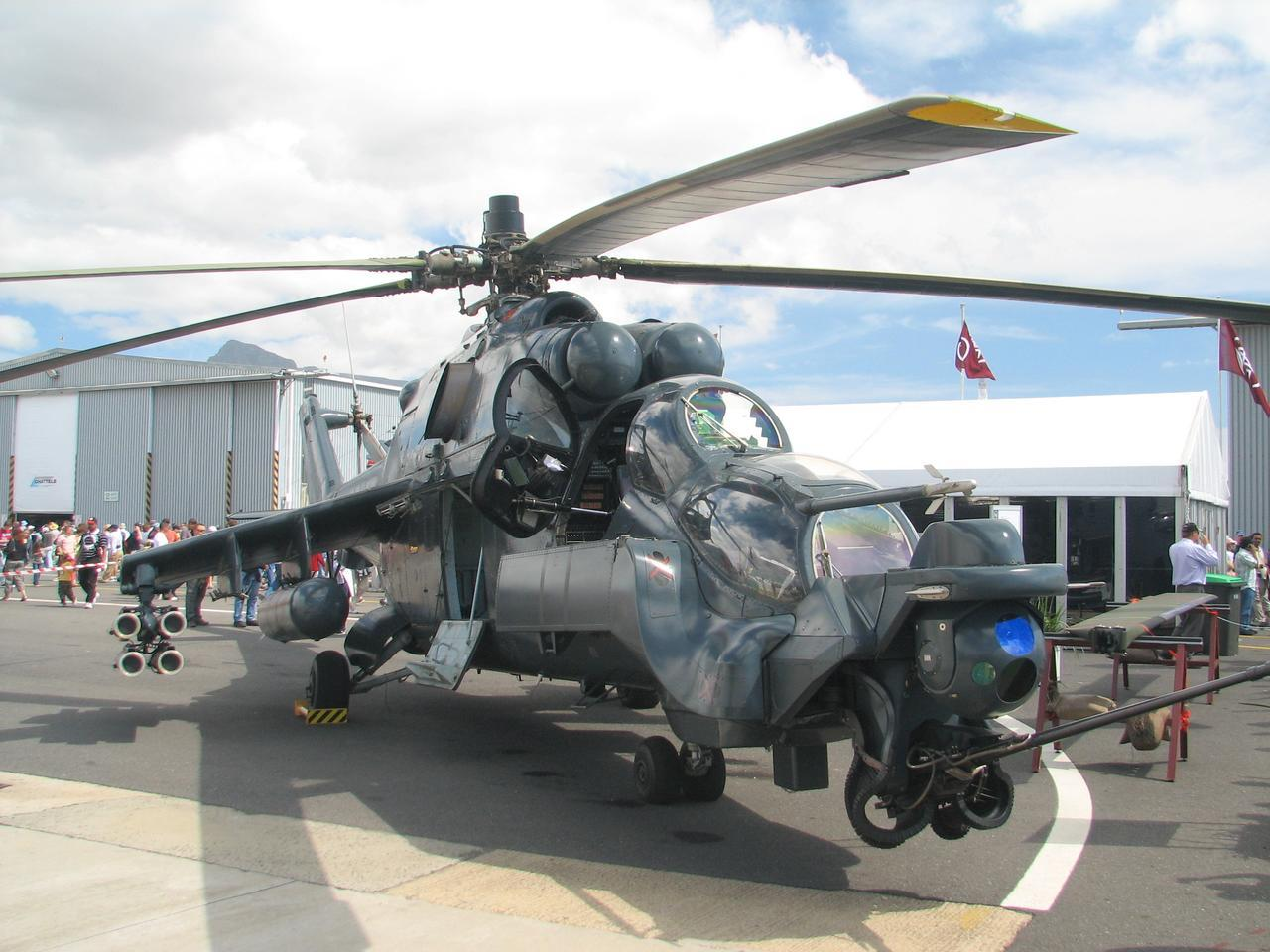
Mi-24 Mk.III (Super Hind)

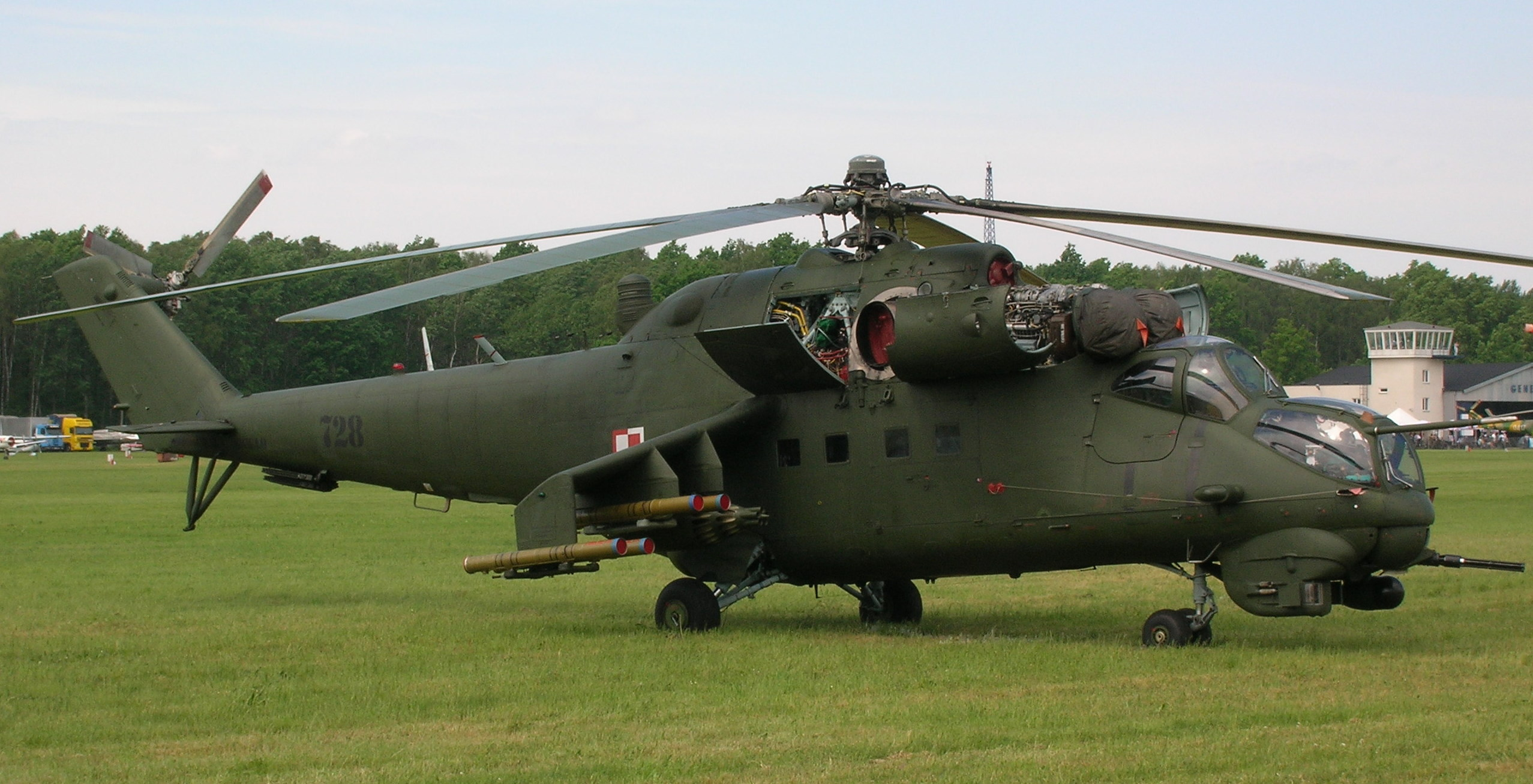
Polský Mi-24W

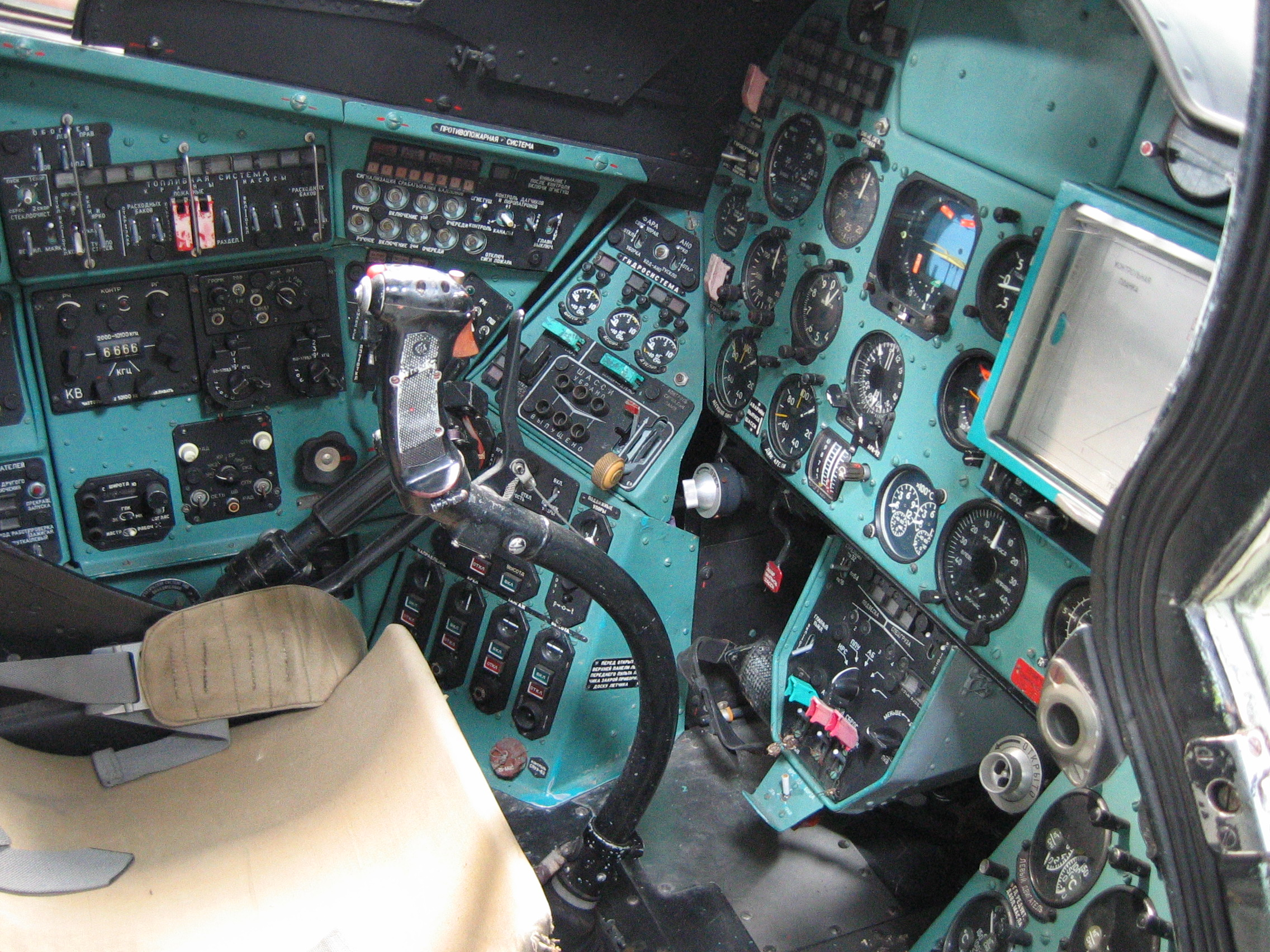
Kokpit Mi-24D

- V-24 (Hind): První verze vrtulníku, postaveno 12 prototypů.
- Mi-24 (Hind-B): První sériová varianta. Vyrobeno několik kusů během roku 1971.
- Mi-24A (Hind-A): Liší se záporným vzepětím pomocného křídla. Přídavná výzbroj se zavěšuje na čtyři závěsníky pod křídly. Na koncích křídla jsou pak lišty pro 2 x 2 PTŘS 9M 17P systému FALANGA. Výroba probíhala od roku 1972 a vyrobilo se cca 550 ks.
- Mi-24U (Hind-C): Cvičná varianta Mi-24A s redukovanou výzbrojí.
- Mi-24F (Hind-A): Verze s modifikovaným vyrovnávacím rotorem a dalšími menšími úpravami
- Mi-24B (Hind-A): Mi-24A se zvýšeným bojovým potenciálem, projekt zrušen ve prospěch Mi-24D
- Mi-24D (Hind-D) : Verze vyráběná od roku 1975. Došlo k rozsáhlým úpravám přídě. Pilotní kabina byla překonstruována na dvoumístnou s tandemovým a výškovým odstupňováním pilotních sedaček, oddělení pilotních prostorů a ke změně překrytu kabiny. Střelec/pilot sedí vpředu, pilot/velitel vzadu. Bylo také posíleno pancéřování. Technik byl umístěn v nákladové kabině. Původní výzbroj byla nahrazena čtyřhlavňovým rotačním kulometem 9-A-624 ráže 12,7 mm umístěným do elektricky ovládaného střeliště USPU-24.

- Mi-24DU: Cvičná verze Mi-24D bez kulometu ve střeleckém stanovišti. Instruktor se nachází na místě operátora, který má k dispozici vybavení shodné s pilotem.
- Mi-24PTRK: Zkušební verze Mi-24D určená pro testy PTŘS 9M114 Šturm pro Mi-24V.
- Mi-24V (Hind-E): Modernizovaná verze Mi-24D. Došlo k výměně motorů za výkonnější. Možno podvěsit více typů zbraňových kontejnerů, ale nelze už umístit přídavné nádrže do přepravní kabiny. Vyráběn od roku 1978.
- Mi-24VD: Zkušební verze z roku 1985, na níž se aplikovaly zkušenosti (v oblasti pasivní obrany) z bojů v Afghánistánu, projekt roku 1986 zrušen
- Mi-24VU: Cvičná verze Mi-24V bez hlavňové výzbroje v přídi.
- Mi-24VP: Poslední sériová verze vycházející Mi-24V.
- Mi-24P (Hind-F): Verze vycházející z Mi-24V, hlavní úpravu představuje odstranění věžičky USPU-24, která byla nahrazena kanónem GŠ-30.
- Mi-24G: Upravená verze Mi-24P.
- Mi-24RChR (Hind-G1): Někdy označován jako Mi-24R. Použit při katastrofě v Černobylu, verze pro radiační a chemický průzkum. Byla vylepšena těsnost kabiny, přidány filtry, upraveny stávající a přidány nové průzory v přepravní kabině. Většina zbraňových systémů je nahrazena přístroji na chemický a radiační průzkum.
- Mi-24RA (Hind-G1 mod.): Modifikovaná Mi-24D vybavená kamerami pro průzkumné účely.
- Mi-24K (Hind-G2): Verze pro vyhledávání a zaměřování cílů pro dělostřelectvo. Původní optické systémy jsou nahrazeny mnohem citlivějšími spřaženými systémy s laserovým dálkoměrem. V přepravní kabině jsou nainstalovány přístroje pro navigátora. Výzbroj tvoří pouze kulomet, protože na pylonech se nalézají přídavné nádrže a elektronika.
- Mi-24BMT: Mi-24A upravený pro odminovací úkoly
- Mi-24VM (Hind-E): Verze Mi-24V určená pro bojové operace v nočních podmínkách, vybavena avionikou ruských a francouzských firem.
- Mi-24VN: Mi-24V modernizovaný na standard Mi-24VM
- Mi-24PM (Hind-E): Modernizovaná Mi-24P schopná operovat za všech povětrnostních podmínek.
- Mi-24PN: Modernizovaná Mi-24P schopná operovat za všech povětrnostních podmínek, vybavená rotorem z Mi-28, pevným podvozkem a krátkými křídly.
- Mi-24PS: Záchranná a policejní verze.
- Mi-24VK: Mi-24V s vylepšenou avionikou.
- Mi-24VK-1: Modernizovaná Mi-24V se systémem GOES 321 s nočním viděním FLIR a laserovým dálkoměrem.
- Mi-24Mk.III (Super Hind): Modernizace alžírských Mi-24 provedená firmami z JAR.
- Mi-24 ESV (Ecological Survey Version): Výzkumná verze ochrany životního prostředí.
- Mi-24E: Vylepšená verze Mi-24VP vyzbrojená dvojkanónem Gš-23 ráže 23 mm.

- Mi-24W: Polská modifikace Mi-24V
- Mi-25: Exportní verze Mi-24D
- Mi-35: Exportní verze Mi-24V
- Mi-35D: Mi-35 s výkonnějšími motory a účinnějším pancéřováním.
- Mi-35P: Exportní verze Mi-24P
- Mi-35U: Exportní verze cvičného Mi-24VU.
- Mi-35M (Hind-E): Exportní verze Mi-24VM s výkonnějšími motory TV-3-117MA, nezatažitelným podvozkem, zkrácenými křídly a kompozitovými rotory

## Specifikace (Mi-24D Hind-D)

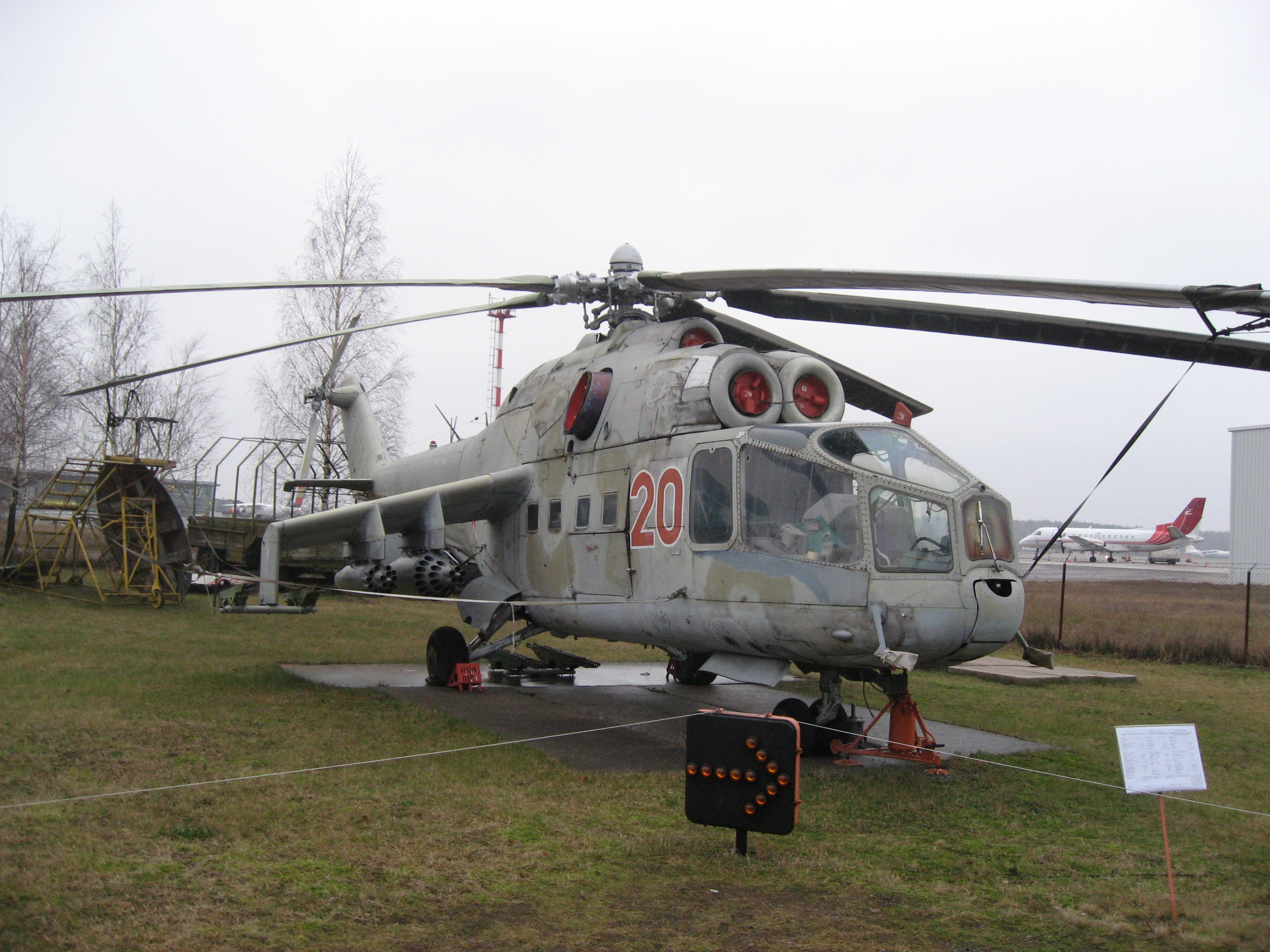
Mi-24A Hind-A. Má nestupňovanou bohatě prosklenou pilotní kabinou pro tříčlennou posádku.

### Technické údaje
- Osádka: 2
- Průměr nosného rotoru: 17,30 m
- Průměr vyrovnávacího rotoru: 3,97 m
- Délka trupu: 17,51 m
- Šířka trupu: 1,7 m
- Rozpětí křídel: 6,54 m
- Rozpětí stabilizátoru: 3,27 m
- Výška s vyrovnávacím rotorem: 5,47 m
- Celková délka s otáčejícími se rotory: 21,35 m
- Hmotnost prázdného stroje: 8450 kg
- Maximální vzletová hmotnost: 11 500 kg
- Normální vzletová hmotnost: 11 200 kg
- Pohonná jednotka: 2 × turbohřídelový motor Klimov TV3-117

### Výkony
- Maximální rychlost: 335 km/h
- Cestovní rychlost: 270 km/h
- Dolet bez přídavných nádrží: 450 km
- Dynamický dostup: 4 800 m
- Statický dostup: 2 000 m (700 m u Mi-24D/DU)

### Výzbroj
- Čtyřhlavňový rotační kulomet 9A624 ráže 12,7 mm s 1 470 náboji, umístěný v elektricky ovládaném příďovém střelišti USPU-24
- Čtveřice raketnic UB-32 pro 4x32 neřízených raket S-5 ráže 57 mm
- 2 x NRS S-24
- 2 × 2 PTŘS 9M17 Falanga
- Čtveřice pum ráže 100, nebo 250 kg
- Dvojice pum ráže 500 kg
- Podvěsy se využívaly (a obsluha byla cvičena) i pro rychlé zaminování ze vzduchu, případně kontejnery pro distribuci propagandistických letáků.